# Albin Lavén
Albin Lavén (16 de abril de 1861 - 3 de septiembre de 1917) fue un actor teatral y cinematográfico de nacionalidad sueca.

## Biografía
Nacido en Estocolmo, Suecia, su nombre completo era Isidorus Albin Lavén.
Lavén se inició como actor a los 19 años de edad, trabajando diez años en diferentes compañías teatrales. En 1890–1893 formó parte de la compañía del Stora Teatern, en Gotemburgo. Posteriormente fue contratado por Albert Ranft, trabajando diez años con él. Lavén colaboró con Axel Engdahl en el Folkteatern de Gotemburgo desde 1903 a 1906. Entre 1906 y 1911 formó parte del Teatro Dramaten, y a partir de 1911 del Gröna Lund-teatern.
Lavén debutó en el cine en 1910 con el film de Gustaf Linden Bröllopet på Ulfåsa II, participando en un total de 14 producciones.
Albin Lavén falleció en Estocolmo, Suecia, en 1917.

## Teatro

### Actor
- 1894 : På Helgeandsholmen, de Eric Sandberg, Djurgårdsteatern[3]
- 1895 : Maskeraden, de Alexandre Bisson y Albert Carré, Vasateatern[4]
- 1896 : Med Sveriges allmoge, de Hugo Fröding, Cirkus (Estocolmo)[5]
- 1898 : Kungsämnena, de Henrik Ibsen, escenografía de Harald Molander, Vasateatern[6]
- 1900 : Jakob och Kristoffer, de Peter Egge, Södra Teatern[7]
- 1908 : Den stora lidelsen, de Raoul Auernheimer, escenografía de Gustaf Linden, Dramaten
- 1908 : Syndafloden, de Henning Berger, escenografía de Gustaf Linden, Dramaten
- 1911 : Phyllis, de Cecil Hamilton, Komediteatern[8]
- 1911 : Unge greven, de Knut Michaelson, escenografía de Knut Michaelson, Komediteatern[9]
- 1911 : För mycken kärlek, de Georges de Porto-Riche, escenografía de Emil Grandinson, Intima teatern[10]
- 1912 : Baldevins bröllop, de Vilhelm Krag, Komediteatern[11]
- 1912 : Hovsångaren, de Frank Wedekind, Komediteatern[12]
- 1912 : Fannys första stycke, de George Bernard Shaw, escenografía de Gustaf Collijn, Komediteatern[13]
- 1912 : Ett lyckligt äktenskap, de Peter Nansen, Komediteatern[14]
- 1912 : Erlingsnäs, de Ejnar Smith, escenografía de Emil Grandinson, Komediteatern[15]
- 1912 : Storken, de Hans Aanrud, Komediteatern[16]
- 1912 : Nattkyparen, de Ernst Didring, escenografía de Emil Grandinson y Knut Michaelson, Komediteatern[17]
- 1912 : Drönaren, de Rutherford Mayne, escenografía de Emil Grandinson, Komediteatern[18]
- 1912 : En kvinna utan betydelse, de Oscar Wilde, escenografía de Knut Michaelson y Gustaf Collijn, Komediteatern[19]
- 1913 : Eldskärmen, de Alfred Sutro, escenografía de Knut Michaelson, Komediteatern[20]
- 1913 : Fästningen faller, de Sacha Guitry, escenografía de Knut Michaelson, Komediteatern[21]
- 1913 : En parisare, de Edmond Gondinet, escenografía de Knut Michaelson, Komediteatern[22]
- 1914 : Hemligheten, de Henry Bernstein, escenografía de Knut Michaelson, Komediteatern[23]
- 1914 : Den skotska regnkragen, de Sacha Guitry, escenografía de Knut Michaelson, Komediteatern[24]
- 1914 : En butiksfröken, de Frantz Fonson y Ferdinand Wickeler, escenografía de Gustaf Collijn, Komediteatern[25]
- 1914 : Boubouroche, de Georges Courteline, escenografía de Einar Fröberg, Komediteatern[26]
- 1915 : Attentatet, de Leo Birinski, escenografía de Emil Grandinson, Komediteatern[27]
- 1915 : Kärleken till nästan, de Gunnar Heiberg, escenografía de Emil Grandinson, Komediteatern[28]
- 1915 : Spader knekt, de Hans Overweg, escenografía de Einar Fröberg, Komediteatern[29]
- 1915 : Erotik, de Gustav Wied, escenografía de Einar Fröberg, Komediteatern[30]
- 1915 : Pompadours triumf, de Adolf Paul, escenografía de Einar Fröberg, Komediteatern[31]
- 1915 : Moral, de Ludwig Thoma, escenografía de Einar Fröberg, Komediteatern[32]
- 1916 : Gustaf III, de August Strindberg, escenografía de Einar Fröberg, Komediteatern[33]
- 1916 : Generalrepetition på ett dyrbart liv, de Harry Vosberg, escenografía de Albin Lavén, Komediteatern[34]
- 1916 : En gåtfull kvinna, de Robert Reinert, escenografía de Einar Fröberg, Komediteatern[35][36]
- 1916 : Faunen, de Hermann Bahr, escenografía de Einar Fröberg, Komediteatern[37]
- 1917 : Fädernesland, de Einar Christiansen, escenografía de Einar Fröberg, Komediteatern[38]
- 1917 : Jeffrey Pantons historia, de Alfred Sutro, escenografía de Einar Fröberg, Komediteatern[39]

### Director
- 1916 : Generalrepetition på ett dyrbart liv, de Harry Vosberg, Komediteatern

## Filmografía
- 1910 : Bröllopet på Ulfåsa II
- 1910 : Regina von Emmeritz och Konung Gustaf II Adolf
- 1910 : Emigrant
- 1911 : Järnbäraren
- 1914 : Det röda tornet
- 1915 : Madame de Thèbes
- 1916 : Dödskyssen
- 1916 : Vingarne
- 1916 : Therèse
- 1916 : Politik och brott
- 1917 : Thomas Graals bästa film
- 1917 : Värdshusets hemlighet
- 1917 : Allt hämnar sig
- 1917 : Alexander den Store